# Fornsbach
Fornsbach ist ein Stadtteil der Stadt Murrhardt im Rems-Murr-Kreis. Das Pfarrdorf hat 1199 Einwohner (Stand 30. Juni 2023) und liegt auf 322 m ü. NHN im Stadtbezirk Fornsbach, zu dem noch ein knappes Dutzend weiterer, kleinerer Weiler und Wohnplätze gehören.

## Geographie
Das Dorf liegt im südsüdwestlich ziehenden Tal des unteren Fornsbachs, der im Dorfbereich durch einen Kanal läuft und der auf recht breitem Talgrund wenig unterhalb an deren großer Westkehre in die Murr mündet. Aus Nordnordwest zieht der Beilsbach heran und erreicht zwischen Dorf und Murrknie noch den Fornsbach, dessen oberes Tal dieselbe Orientierung hat. An der Fornsbach-Westkehre etwas östlich des Dorfes mündet der Mahdbach, der aus Oberroter Gebiet von der Schanz herkommt. Die Zuflüsse von der weniger zergliederten linken und südlichen Talseite sind deutlich kürzer, einer davon fließt durch den Waldsee. Im Taltrichter des Beilsbachs liegt der gleichnamige Wohnplatz, der mit dem übrigen Dorf zusammengewachsen ist.

## Geschichte

### Bis zum Zweiten Weltkrieg
Der Ort wurde wahrscheinlich von Murrhardt aus in der jüngeren Ausbauzeit angelegt. Fornsbach gehörte zur Grafschaft Löwenstein und wurde am 8. April 1376 von Graf Albrecht von Löwenstein an Fürderer von Waldeck verpfändet. Als Teil der Grafschaft Löwenstein kam der Ort im Jahr 1504 unter württembergische Landeshoheit und zum oberen löwensteinischen Amt Sulzbach. Im Zuge der Mediatisierung kam es 1806/07 zum Oberamt Backnang (seit 1938 Landkreis Backnang).
Am 10. Oktober 1843 wurde die Gemeinde Fornsbach (mit Hinterwestermurr, Köchersberg, Mettelberg und Schloßhof) aus Parzellen der Gemeinde Sulzbach gegründet. In den 1930er Jahren wurden Köchersberg (1933), Harnersberg (1934) und Neuhaus (1935) von Murrhardt nach Fornsbach umgemeindet. Vor der Eingemeindung in Murrhardt am 1. Juli 1971 gehörten zur Gemeinde das Dorf Fornsbach, die Weiler Harnersberg, Hinterwestermurr, Mettelberg, Neuhaus und Schloßhof und die Wohnplätze Am Waldsee, Beilsbach, Mettelberger Sägmühle und Schloßhöfer Sägmühle. Die Gemeinde hatte eine Fläche von 15,19 km².

### Zerstörung im Zweiten Weltkrieg

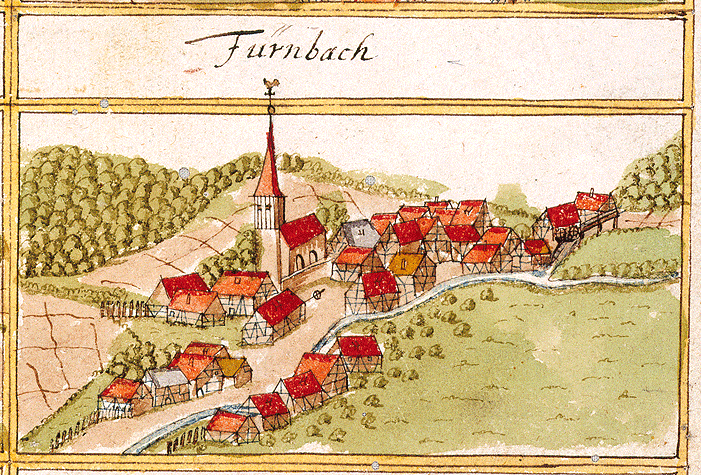
Fornsbach bei Andreas Kieser

Am 18. April 1945 beobachteten US-Truppen eine Fahrzeugkolonne der deutschen Wehrmacht, die sich um die Mittagszeit auf der Straße von Fornsbach Richtung Gschwend zurückzog. Daraufhin griffen die United States Army Air Forces (USAAF) Fornsbach viermal hintereinander an. Dabei flogen Kampfflugzeuge im Tiefflug über das Dorf und schossen aus ihren Bordkanonen. Als die letzten US-Flugzeuge von dem Dorf abließen, stand Fornsbach nahezu vollständig in Flammen: 55 Wohnhäuser, 32 Scheunen, das Rathaus, die Dorfkirche und das Pfarrhaus wurden zerstört. 6 Einwohner und 2 Soldaten der Wehrmacht kamen bei dem Angriff ums Leben. Viele Dorfbewohner wurden obdachlos und versteckten sich in den nahen Wäldern. Etwa 80 Stück Großvieh wurden von Bomben getötet oder verbrannten in den Stallungen. Einige Stunden später bombardierten die USAAF auch den Nachbarort Kirchenkirnberg, wo etwa 20 Wohnhäuser und die Kirche zerstört wurden. Dort starben 6 Zivilisten und ein Soldat der Wehrmacht. 40 Pferde und Rinder wurden getötet. Am 19. April 1945 rollten die ersten US-Panzer durch Fornsbach.

## Wappen
Die Blasonierung des ehemaligen Gemeindewappens lautet: „In Blau ein silberner Wellenbalken, belegt mit einer natürlichen Forelle.“

## Verkehr

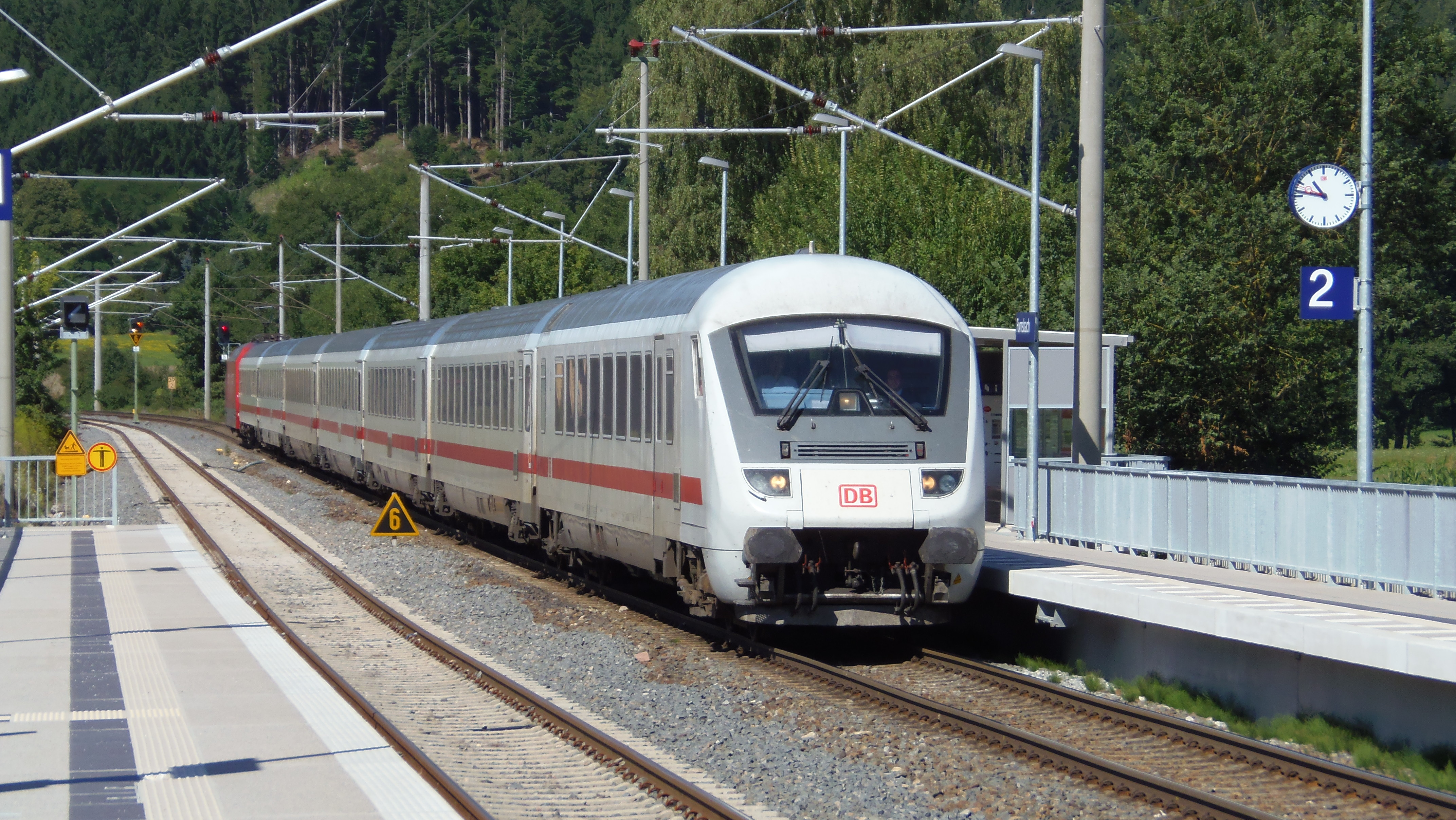
Umgeleiteter Intercity bei der Durchfahrt in Fornsbach

Der Bahnhof Fornsbach liegt an der Bahnstrecke Waiblingen–Schwäbisch Hall-Hessental. Hier verkehrt die RE-Linie Stuttgart–Schwäbisch Hall-Hessental–Nürnberg sowie am Wochenende Regionalbahnen der Relation Backnang–Schwäbisch Hall-Hessental.
Im Zuge der Baumaßnahme „Wiedereinrichtung Kreuzungsbahnhof Fornsbach“ wurde die 1996 aufgelassene Zugkreuzungsmöglichkeit in Fornsbach mit leicht verschobener Bahnsteiglage (300 Meter näher an der Siedlung, zwei Außenbahnsteige mit Unterführung einschließlich Einbau eines Kreuzungsgleises und Ks-Signalisierung) wiederhergestellt. Ziel war es, die Regelzugkreuzung vom knapp fünf Kilometer entfernten Bahnhof Murrhardt in den Bahnhof Fornsbach zu verlegen, wodurch für den Abschnitt Schwäbisch Hall-Hessental-Backnang circa zehn Minuten Wartezeit eingespart werden und ein Integraler Taktfahrplan ermöglicht wird. Die Finanzierungsvereinbarung wurde 2008 unterschrieben, der circa zwölf Millionen Euro teure Bau wurde im August 2011 begonnen und mit der Inbetriebnahme des neuen Bahnhofs zum Fahrplanwechsel am 9. Dezember 2012 beendet. Der Bahnhof Fornsbach wird seitdem von Murrhardt aus ferngesteuert.
Zudem liegt Fornsbach an der Landesstraße 1066 zwischen Murrhardt und Gaildorf. Beide Verkehrswege nutzen den breiten Talzug von Mahdbach, unterem Fornsbach und Murr und überwinden dazu östlich schon jenseits auf Oberroter Gebiet die Sperre der Schanze per Steige oder Tunnel.

## Fornsbacher Waldsee

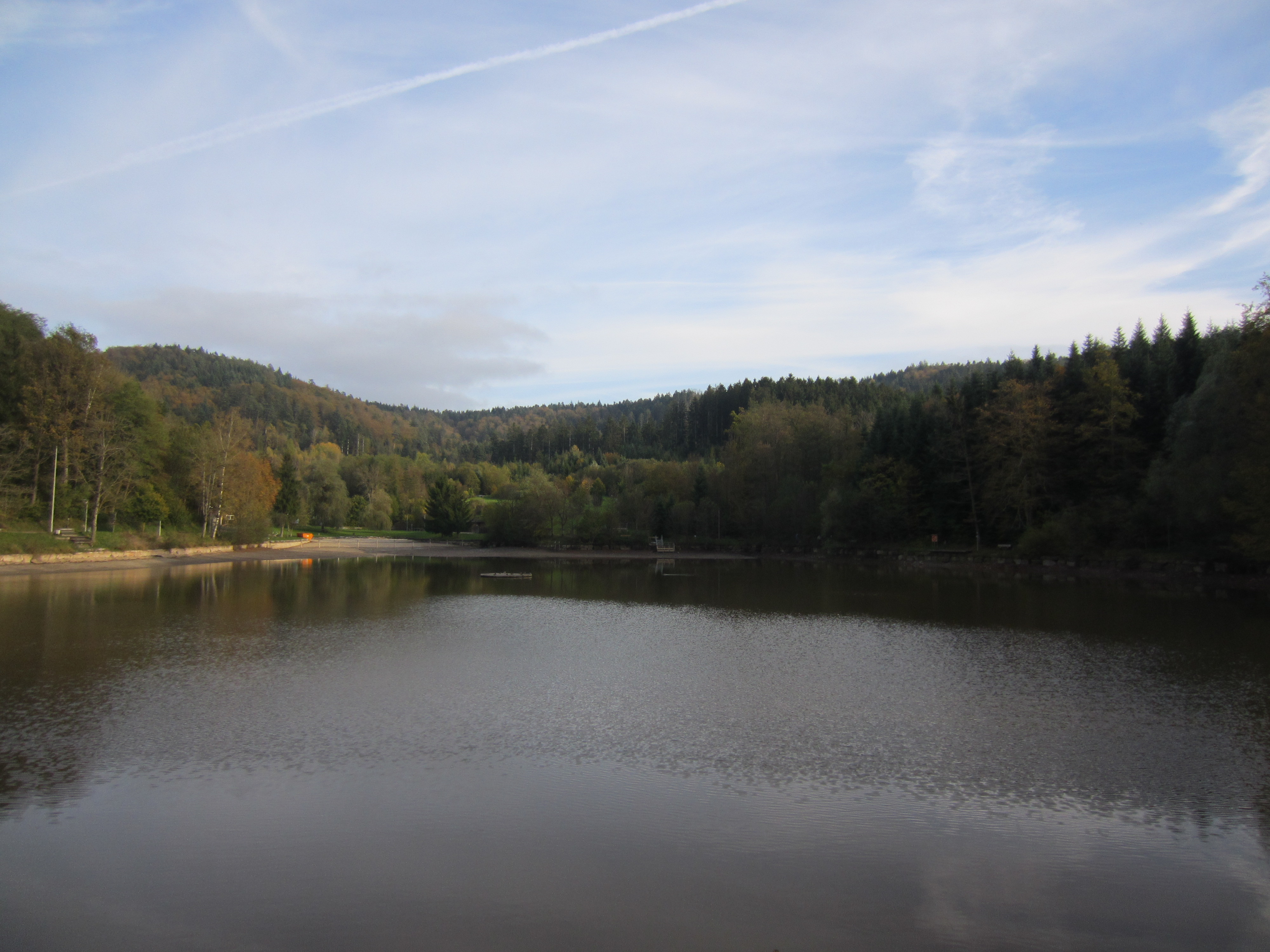
Der Fornsbacher Waldsee

Der Waldsee in Fornsbach ist ein beliebtes Ausflugsziel. Im Sommer wird in ihm gebadet, Tret- und Ruderboote fahren auf ihm. Um ihn herum liegen mehrere Spielplätze und Restaurants sowie ein Campingplatz. Der Waldsee ist bis zu 2,8 Meter tief und hat einen sehr schlammigen Grund, beim Tauchen kann man höchstens 20 cm weit sehen.

## Ortsneckname
In den umliegenden Ortschaften wurde Fornsbach früher scherzhaft Kropfdorf genannt, die Einwohner Kropfdörfler, da diese Körpermissbildung wegen Jodmangels früher weit verbreitet war.

## Persönlichkeiten
- Der im Wirtschaftswunder populäre Zauberkünstler Kalanag wohnte in Fornsbach ab Mitte der 1950er Jahre bis zu seinem Tod Ende 1963; er baute sich hier 1960 einen Bungalow mit Showbühne und Blick auf den Waldsee und trat regelmäßig im Café Erdbeer seiner Cousine Margarete Sedlmayer auf.[6]